# Incapacité permanente partielle
Ne doit pas être confondu avec Incapacité temporaire de travail.
Pour les articles homonymes, voir IPP.
En droit français, l'Incapacité permanente partielle (IPP), aussi appelée déficit fonctionnel permanent, est un pourcentage exprimant l'importance des séquelles qui subsisteront définitivement et qui diminuent la capacité physique d'une personne qui a subi un accident. Le terme est aussi utilisé dans le même sens en droit québécois.
Ce taux d'invalidité ne peut être évalué qu'à partir de la date de consolidation, c’est-à-dire la période à partir de laquelle l'état de la personne est considéré comme permanent (lorsqu'elle ne reçoit plus de soins, ou que les seuls soins qu'elle reçoit ont pour but d'empêcher l’aggravation de son état).
La doctrine a précisé qu’il s’agissait de la réduction du potentiel physique, psychologique, sensoriel ou intellectuel dont reste atteinte la victime.
Il s’agit de réparer l’atteinte à l’intégrité physiologique de la personne, sans prendre en compte le retentissement sur l’activité professionnelle, indemnisé pour sa part à l'issue de l’évaluation du préjudice professionnel.
Le taux d'IPP permet de calculer l'indemnité que les tribunaux peuvent être amenés à prononcer. Ainsi, en fonction de l'âge de la personne et de son taux d'IPP, chaque pour cent de son incapacité prend une "valeur" différente. On dit qu'un "point" d'IPP vaut x euros.
Par exemple pour une personne âgée de 10 ans et dont le taux d’IPP est de 35 % la valeur du point sera d’environ 2 400 €, et celle de l'indemnité de 35 fois 2 400 € soit 84 000 €.
Pour le même taux de 35 %, mais concernant une personne de 60 ans, la valeur du point sera de 1 350 € soit une indemnité de 47 250 €.
On notera que la valeur du point d'IPP est fixée par les tribunaux. Ces deux exemples prennent en compte le barème 2003/2004 de la cour d'appel d'Aix-en-Provence. Dans la même situation, la cour d'appel de Bordeaux considérera les taux suivants : 2 360 € et 1 625 € (fixés selon le barème 2008).
Dans les cas les plus graves, la victime peut avoir besoin de l'assistance d'une tierce personne.